# Voetbalkampioenschap van Saale 1909/10
In 1909/10 werd het derde voetbalkampioenschap van Saale gespeeld, dat georganiseerd werd door de Midden-Duitse voetbalbond. Hallescher FC Wacker werd kampioen en plaatste zich voor de Midden-Duitse eindronde. De club versloeg BC Sportlust Dresden en had een bye voor de tweede ronde. In de halve finale verloor de club met 4:1 van VfB Leipzig.

## 1. Klasse
| Plaats | Club                      | Wed. | W | G | V | Saldo | Ptn.  |
| ------ | ------------------------- | ---- | - | - | - | ----- | ----- |
| 1.     | Hallescher FC Wacker 1900 | 8    | 6 | 1 | 1 | 32:07 | 13:03 |
| 2.     | Hallescher FC 1896        | 8    | 5 | 2 | 1 | 24:16 | 12:04 |
| 3.     | FC Hohenzollern Halle     | 8    | 3 | 0 | 5 | 19:27 | 06:10 |
| 4.     | Hallescher BC Borussia 02 | 8    | 2 | 1 | 5 | 17:25 | 05:11 |
| 5.     | FC Britannia Halle        | 8    | 2 | 0 | 6 | 19:36 | 04:01 |

|  | Kampioen, geplaatst voor Midden-Duitse eindronde |